# Orchidaceae
Pour les articles homonymes, voir Orchid.
Cet article possède un paronyme, voir ORCID.
Famille
Classification APG III (2009)

Anacamptis morio

Les Orchidacées (Orchidaceae), plus connues sous le nom d'orchidées, forment une grande famille de plantes monocotylédones. C'est une des familles les plus diversifiées, comptant plus de 25 000 espèces, réparties en 850 genres.
Ce sont des plantes herbacées, de type divers, autotrophes ou mycohétérotrophes, à feuilles réduites, à écailles, ou développées, terrestres ou épiphytes, pérennes, rhizomateuses ou tubéreuses, des régions tempérées à tropicales. La symbiose, qu'elle soit de type autotrophique, saprophytique, voire parasitique, se fait avec un champignon microscopique qui permet à la plante de pallier l'absence de toute réserve dans ses graines ainsi que l'absence de radicelles au niveau de ses racines.
C'est une famille largement répandue ; la majorité des espèces se rencontrent dans les régions tropicales.
La classification phylogénétique situe aujourd'hui cette famille dans l'ordre des Asparagales.

## Étymologie

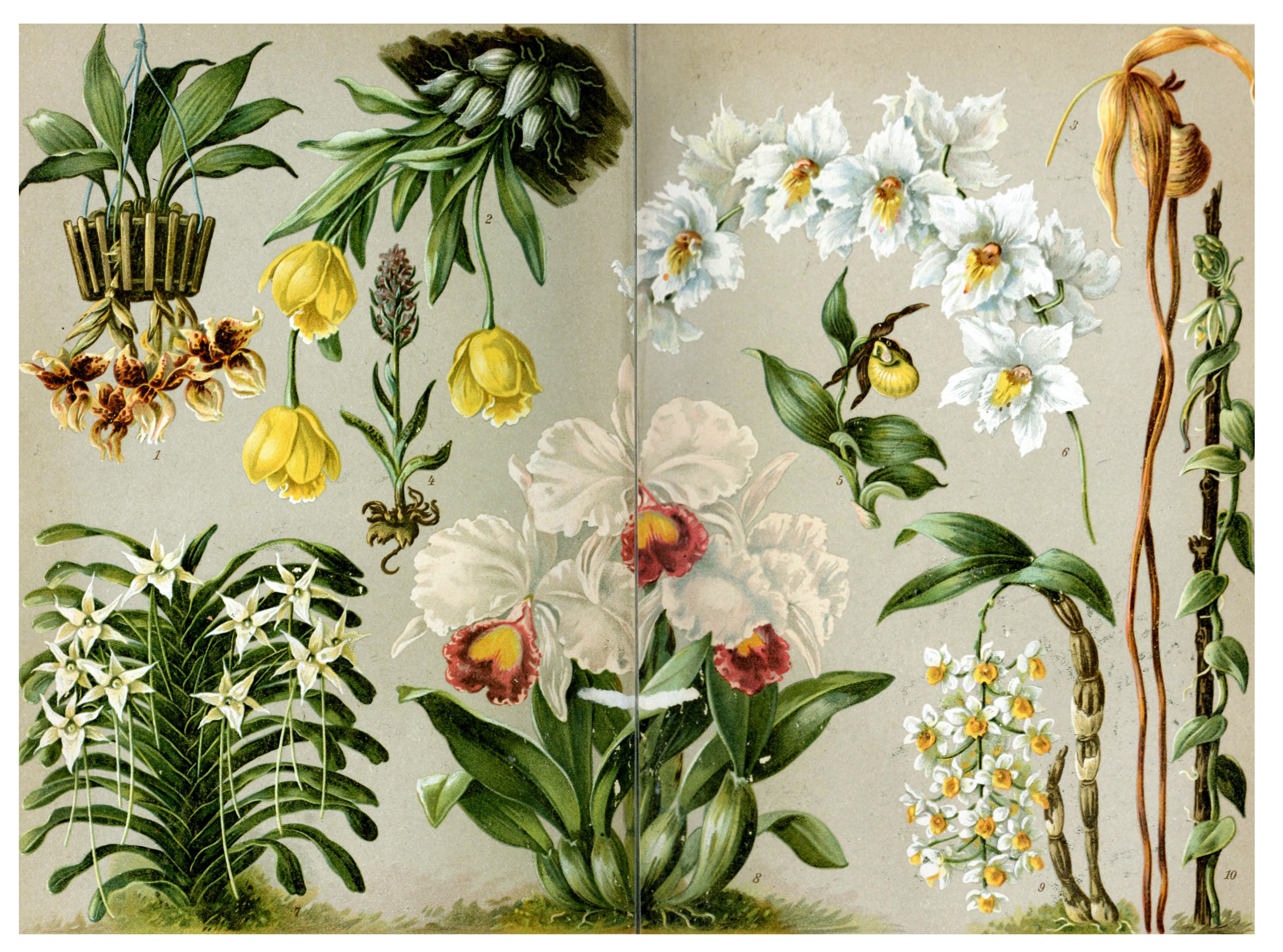
Différentes orchidées.

Le nom vient du genre Orchis, mot latin dérivé du grec ancien ὄρχις / órkhis, « testicule », en référence à la forme des tubercules souterrains de certaines orchidées terrestres des régions tempérées, lorsque ces tubercules sont jumelés. C'est à Théophraste que l'on attribue cette dénomination.
Le nom français « orchidée » peut être pris au sens large ou au sens restreint, désignant soit la famille en intégralité, soit les membres de la tribu des Orchideae comptant de nombreuses orchidées terrestres européennes.

## Description générale
Les données scientifiques obtenues grâce au pollen d'une orchidée éteinte retrouvé dans de l'ambre nous indiquent que cette famille serait âgée de 75 à 86 millions d'années. Les orchidées font partie des monocotylédones et la famille y étant la plus apparentée est celle des liliacées. Les orchidées ont notamment développé des caractéristiques rendant cette famille de plantes très économe en ressources : réduction du nombre d'étamines, symbiose avec un champignon, métabolisme de type CAM, etc. Leurs graines sont souvent minuscules. Leur taille et poids varie beaucoup selon l'espèce, les plus petites ne mesurant que de 1 à 5 millimètres (Bulbophyllum minutissimum en Australie, qui ne pèse probablement pas plus d'un gramme ou deux) alors que la plus grosse orchidée connue (Grammatophyllum speciosum) est une épiphyte qui peut peser plus d'une tonne et développer des tiges d'environ 3 mètres de long. Selon les auteurs, le nombre d'espèces botaniques dans cette famille varie de 25 000 à 30 000. Ces chiffres en font l'une des plus importantes familles de plantes à fleurs, qui a pratiquement colonisé tous les milieux, à l'exception des déserts et des cours d'eau.
De nombreuses orchidées (dont 21 espèces dans le genre Ophrys) attirent chacune un insecte spécifique (généralement des abeilles, des guêpes ou des mouches) par l'odeur ou par leur labelle mimant la morphologie du pollinisateur. Les mâles, lors de la visite des fleurs, adoptent face à ce leurre sexuel (leurre visuel et olfactif) un comportement d’accouplement, la pseudocopulation qui conduit à un dépôt de pollen sur leur corps.
Beaucoup de fleurs qui présentent une symétrie par rapport à un plan sont dites irrégulières ou zygomorphes. Chez les fleurs irrégulières, d'autres pièces florales peuvent également perdre leur forme régulière, mais ce sont les pétales qui montrent les plus grandes modifications par rapport à la symétrie radiale. Des exemples de fleurs zygomorphes peuvent être trouvés parmi les orchidées.

## Biologie

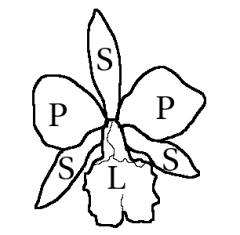
Disposition des pièces florales chez les orchidées. Pétales (P), sépales (S) et labelle (L).

La croissance des orchidées est sympodiale, le rhizome émettant des pousses dans plusieurs directions, ou monopodiale, avec une seule pousse.
Beaucoup d'orchidées tropicales sont épiphytes, et adaptées à l'ombre régnant dans la forêt tropicale. Elles présentent des tiges épaissies à leur base en pseudobulbes, avec des racines souvent pourvues d'un velamen, voile de radicelles devant capter l'humidité atmosphérique.
Épiphytes ou terrestres, les orchidées sont adaptées à des milieux difficiles, que bien souvent la symbiose avec des champignons permet d'exploiter. Cette spécificité leur permet de coloniser des milieux relativement peu occupés par d'autres espèces. Plantes se reproduisant par pollinisation entomophile, une grande partie d'entre elles montrent des relations de dépendance étroite avec des insectes pollinisateurs spécifiques, allant jusqu'à des stratégies de leurres visuels, olfactifs et sexuels.
Ces relations spécialisées en font des espèces particulièrement menacées en cas de perturbations brutales de leurs conditions environnementales.

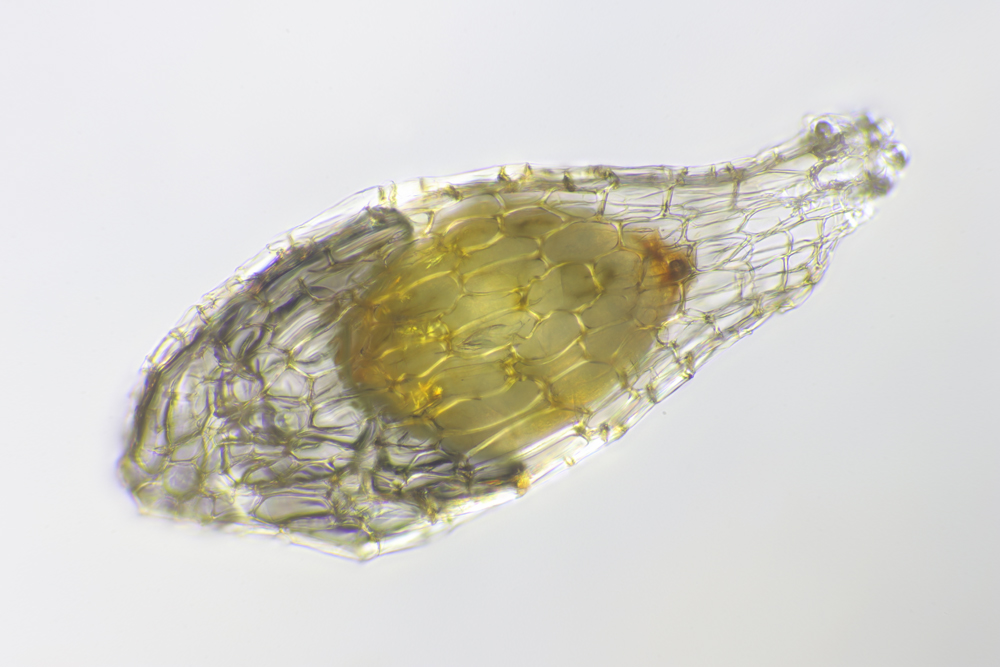
Graine et testa de l'Épipactis pourpre noirâtre (Epipactis atrorubens).

Les semences des orchidées sont de très petite taille et sont produites en très grand nombre : elles sont aussi appelées semences poussières. De cette façon, ces graines peuvent être facilement transportées par les vents. En fait, leurs semences sont si petites qu'elles ne possèdent pas les réserves nutritives suffisantes pour engendrer la germination. Des sucres fournis par un champignon symbiotique permettent au germe de se développer en protocorme puis en plantule. Il s'agit de mycohétérotrophie. Un exemple de genre de champignon est Rhizoctonia, dont les espèces, bien que pathogènes pour certaines plantes, sont aussi associées aux orchidées par les mycorhizes. D'autres espèces associées peuvent appartenir aux ordres des Sebacinales ou Trechisporales.

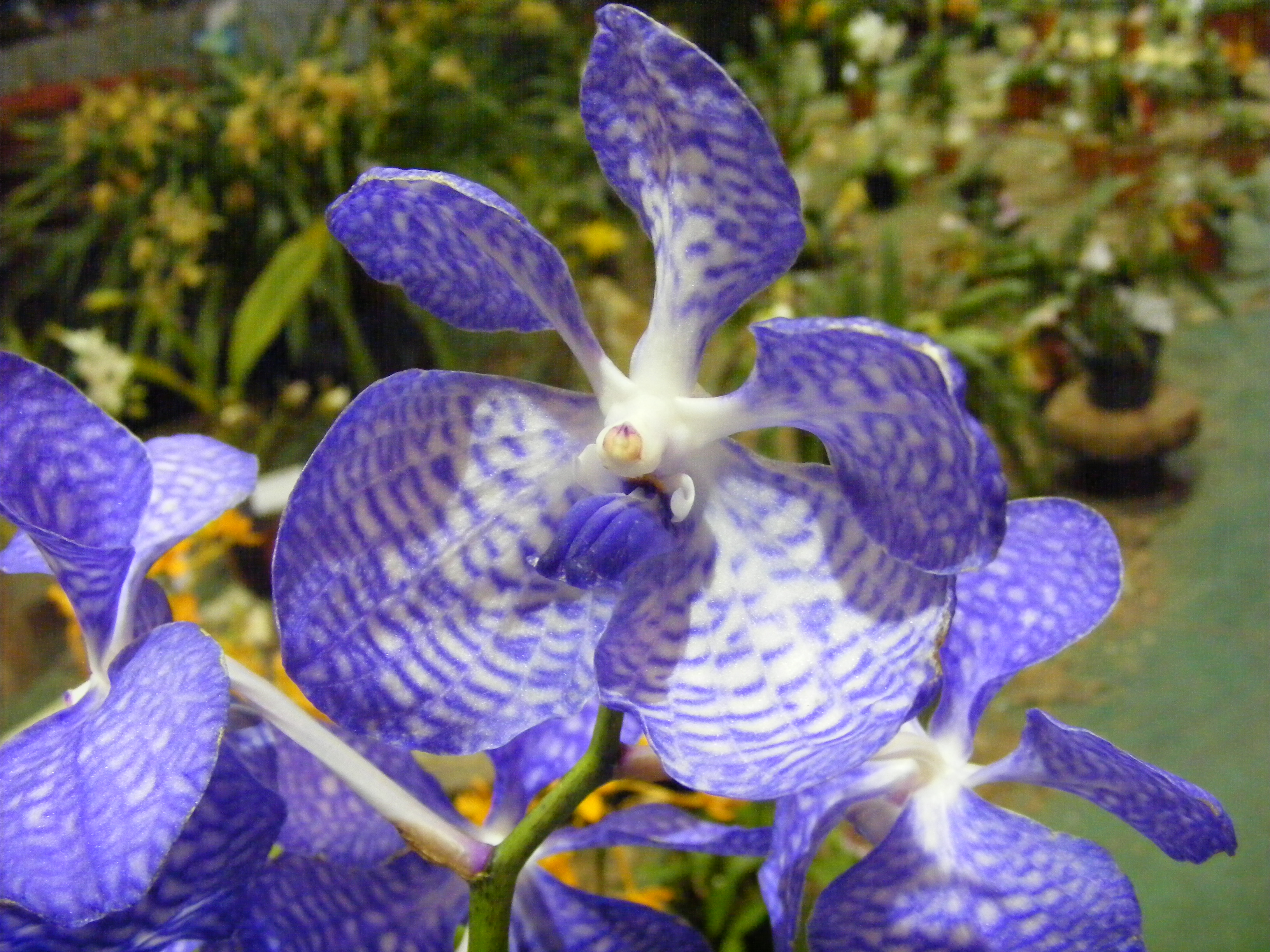
Hybride horticole de Vanda.

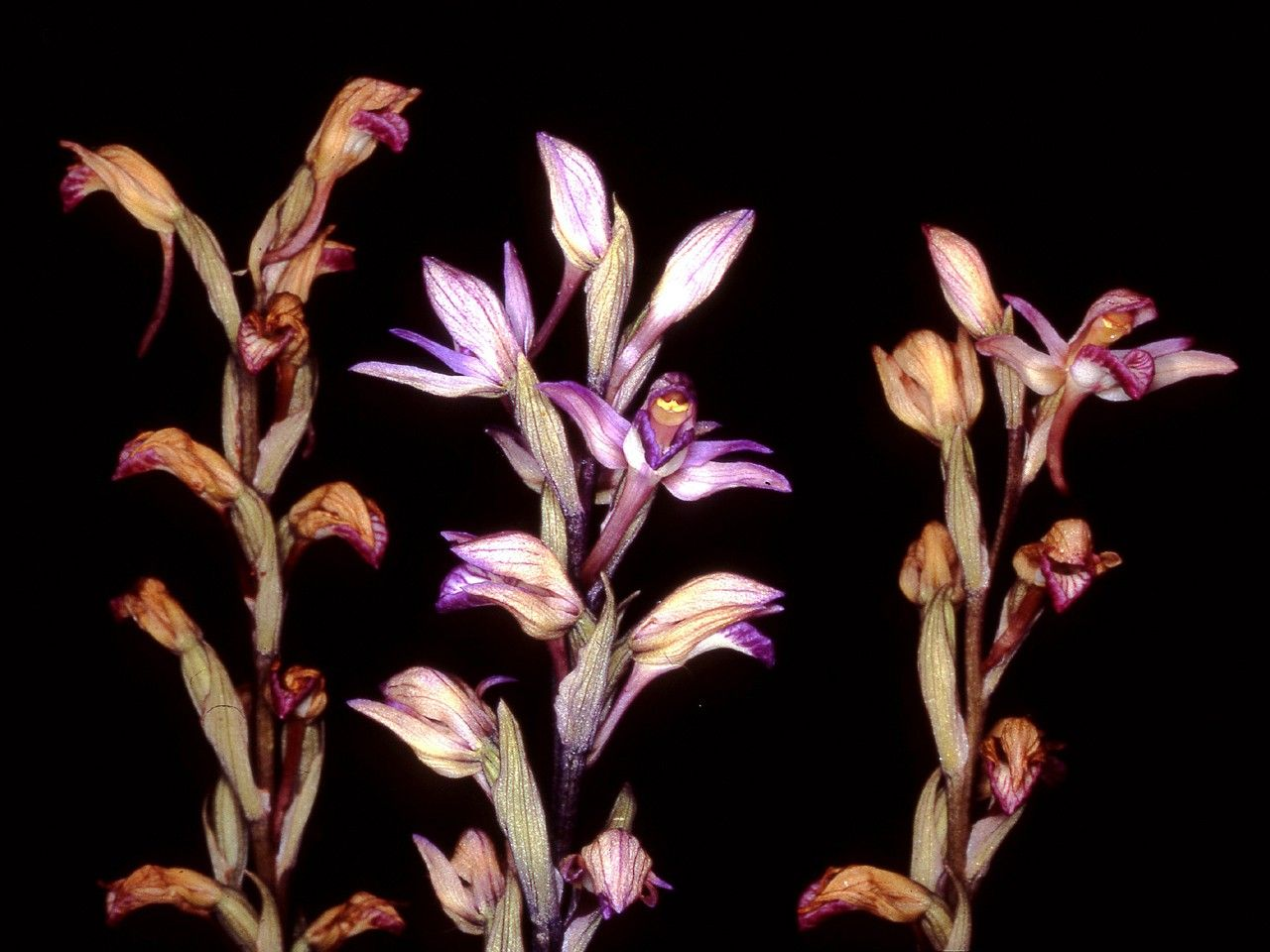
Limodorum abortivum (Espagne, île de Majorque).

## État des populations, pressions, menaces, et actions de conservation

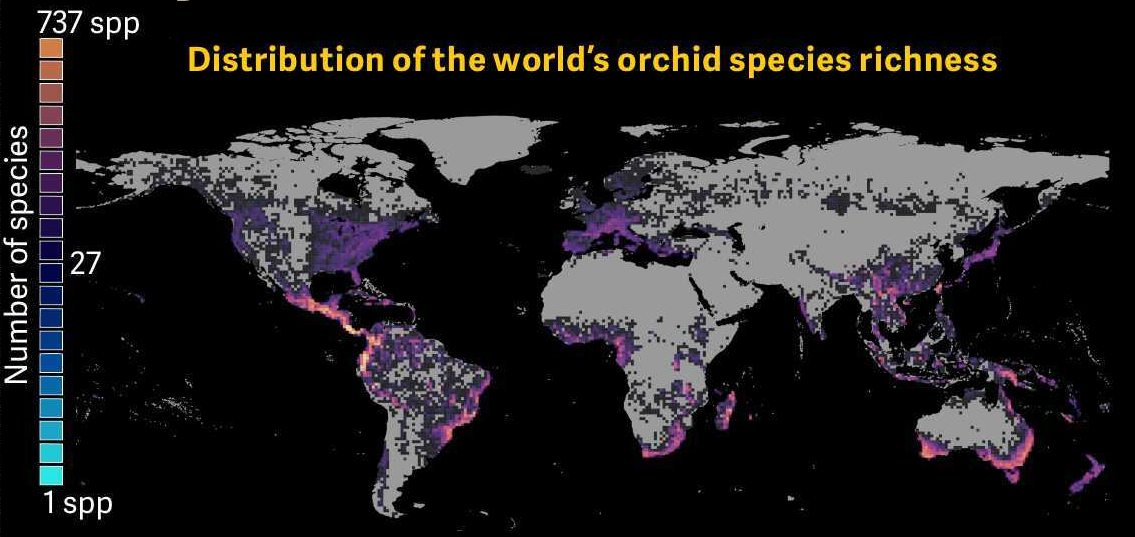
Distribution mondiale des Orchidées suivant la richesse en espèces.

De nombreuses espèces d'orchidées, majoritairement situées en zone tropicale ont disparu ou sont menacées. Ceci est principalement causé en premier lieu par la destruction de leur habitat : (déforestation, artificialisation des lisières forestières, fragmentation des forêts, drainage des zones humides pour la culture ou l'assainissement, etc.), de même que par la demande de certains collectionneurs (pression qui semble moins importante de nos jours alors que les techniques de reproductions des orchidées se spécialisent). La chasse aux orchidées s'est développée à la fin du XVIIIe siècle et a atteint son apogée au XIXe siècle, lorsque des botanistes étaient envoyés au bout du monde pour rapporter des espèces rares à des collectionneurs fortunés. L'engouement pour ces fleurs prit une telle ampleur qu'elles se vendaient à prix d'or, en particulier à l'époque victorienne., mais leur succès a été à l'origine d'un pillage et d'un saccage des milieux.

La régression et la disparition de pollinisateur (insecte, oiseau, chauve-souris) dont l'orchidée est souvent dépendante peut également être un facteur amenant une espèce sur la voie de la disparition.
À titre d'exemple, 226 espèces d'orchidées indigènes ont été découvertes et décrites à Singapour depuis trois siècles. Aujourd'hui, 178 de ces espèces sont considérées comme éteintes dans le pays, et seulement cinq sont encore communes.

Des programmes de conservation et plans de restauration des orchidées se mettent en place, ainsi que des programmes de monitoring visant à surveiller et évaluer l'état de conservation d'espèces existantes, leur diversité génétique. On cherche à augmenter leur nombre dans la nature ou en milieux semi-naturels, et urbains parfois par la culture des semis ex-situ à fin de leur réintroduction dans des habitats appropriés, y compris pour les épiphytes dans des arbres de bord de route, de parcs ou d'espaces naturels.
Le caractère symbiotique de certaines orchidées, la régression de leurs pollinisateurs rend leur réintroduction parfois difficile.
À Singapour par exemple, cinq espèces d'orchidées indigènes (Grammatophyllum speciosum , la plus grande orchidée du monde, Bulbophyllum vaginatum, Bulbophyllum membranaceum, Cymbidium finlaysonianum et Cymbidium finlaysonianum bicolor) ont fait l'objet de mise en culture et expérimentation de réintroduction. Le pourcentage de survie 8 ans après réintroduction varie de 10 % à 95 % pour G.speciosum, l'espèce-cible des premières expériences de réintroduction. La taille des plants réintroduits, le choix des arbres-hôtes, et la qualité du contexte thermo-hygrométrique semble jouer un rôle important dans le succès ou non des réintroductions.
La fièvre orchidophile est telle que des chasseurs d'orchidées n'hésitent pas à prélever illégalement des orchidées de leur site, telle Phragmipedium kovachii en 2002.
Toutes les espèces d'orchidées sont inscrites aux annexes de la CITES : celles qui sont inscrites à l'annexe II peuvent être commercialisées, qu'elles soient d'origine sauvage ou artificielle, après l'obtention d'un permis ; d'autres sont protégées par la CITES comme les Paphiopedilum et leur commerce est interdit comme le montre par exemple l'arrestation puis la condamnation à quatre mois de prison pour trafic de plantes du docteur Sian Lim en 2006.

## Horticulture

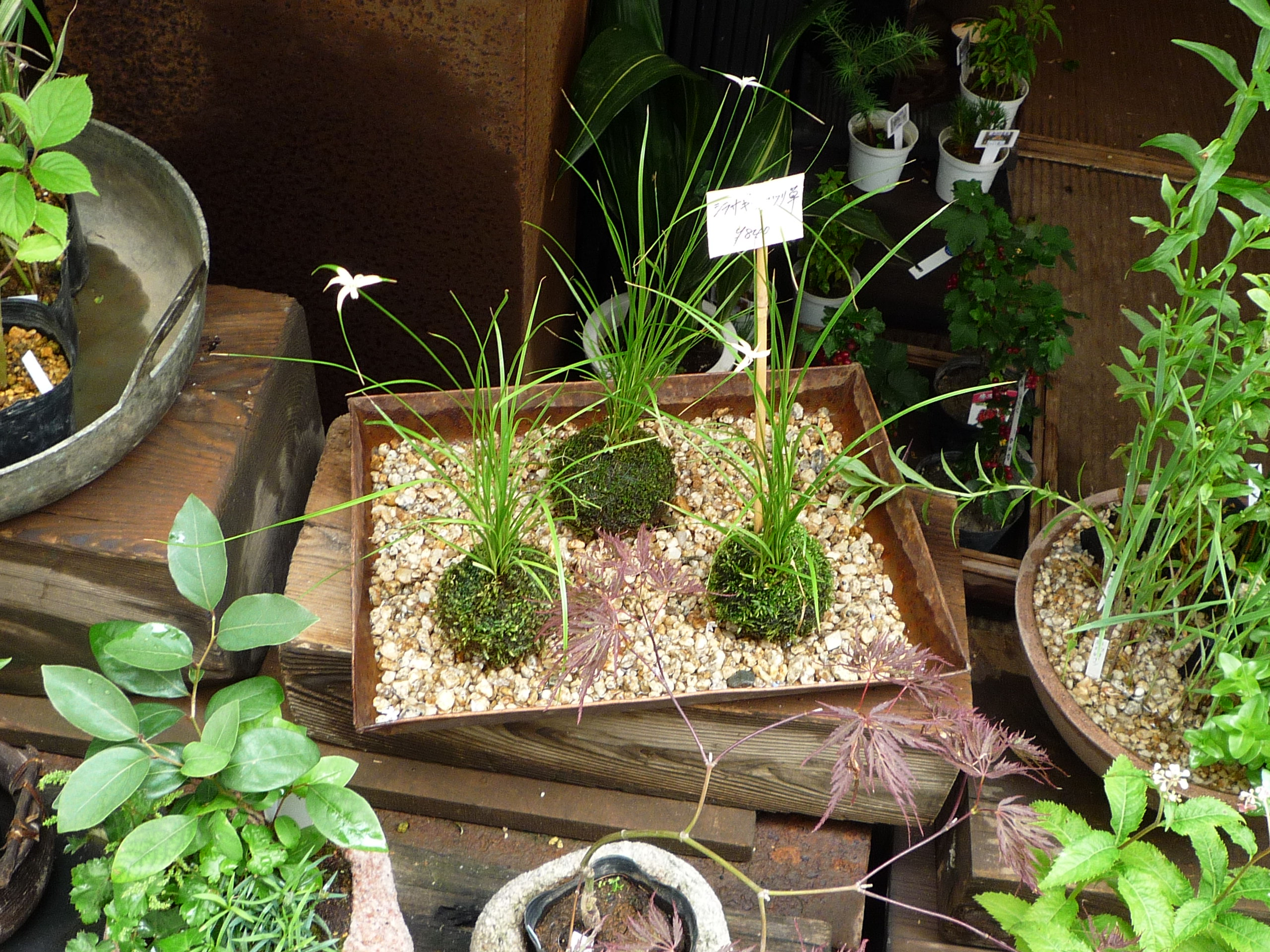
Kokedama avec l'orchidée Habenaria radiata sur un lit de gravier.

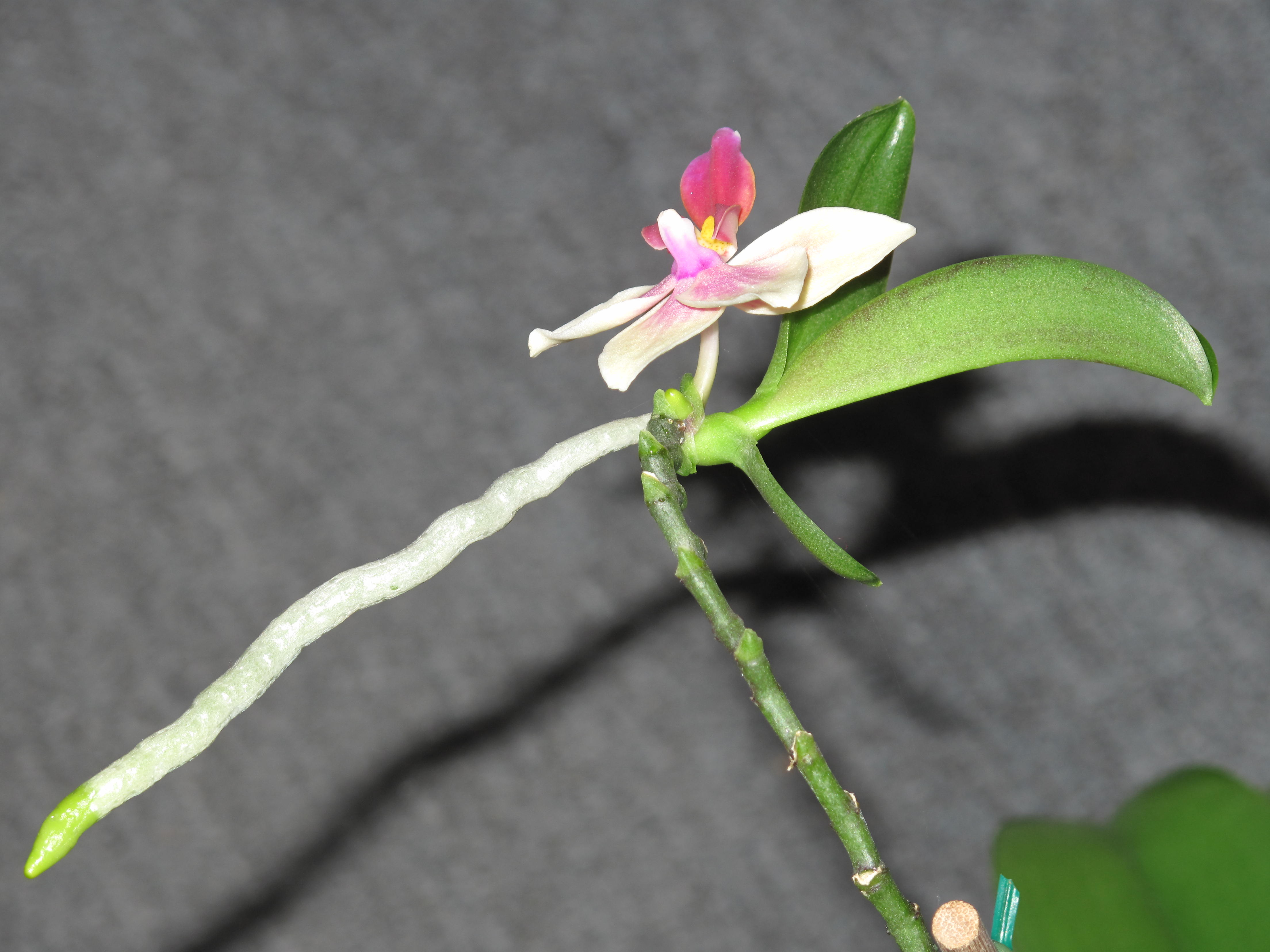
Keiki en fleur, sur un Phalaenopsis.

L'étude de la morphologie particulière des fleurs d'orchidées, des relations que ces plantes entretiennent avec les insectes, a d'ailleurs nourri au XIXe siècle les réflexions de Charles Darwin et lui a, en partie, permis d'établir son modèle théorique de l'évolution.
Majoritairement d'origine tropicale, ces plantes ont fait l'objet, de la part de riches amateurs, à l'époque de l'expansion des empires coloniaux européens, d'un engouement particulier.
Depuis, une meilleure connaissance de leur écologie, de la symbiose qui les unit à certains champignons spécifiques (du genre Rhizoctonia notamment) au cours du développement des embryons, la mise au point de milieux de cultures adaptés, stériles, ainsi que la création d'hybrides horticoles moins fragiles, ont démocratisé leur culture.
La très grande variabilité génétique des orchidées, source de la richesse naturelle en espèces de ce taxon, la prête d'ailleurs à une hybridation artificielle: plus de cent mille hybrides horticoles ont été créés depuis la mise au point des méthodes de culture.
Les phalaenopsis comptent parmi les orchidées les plus cultivées du monde et certainement les plus communes en Europe comme plantes d'appartement.
Le genre x Oncostele est un genre hybride artificiel.

## Collections d'orchidées

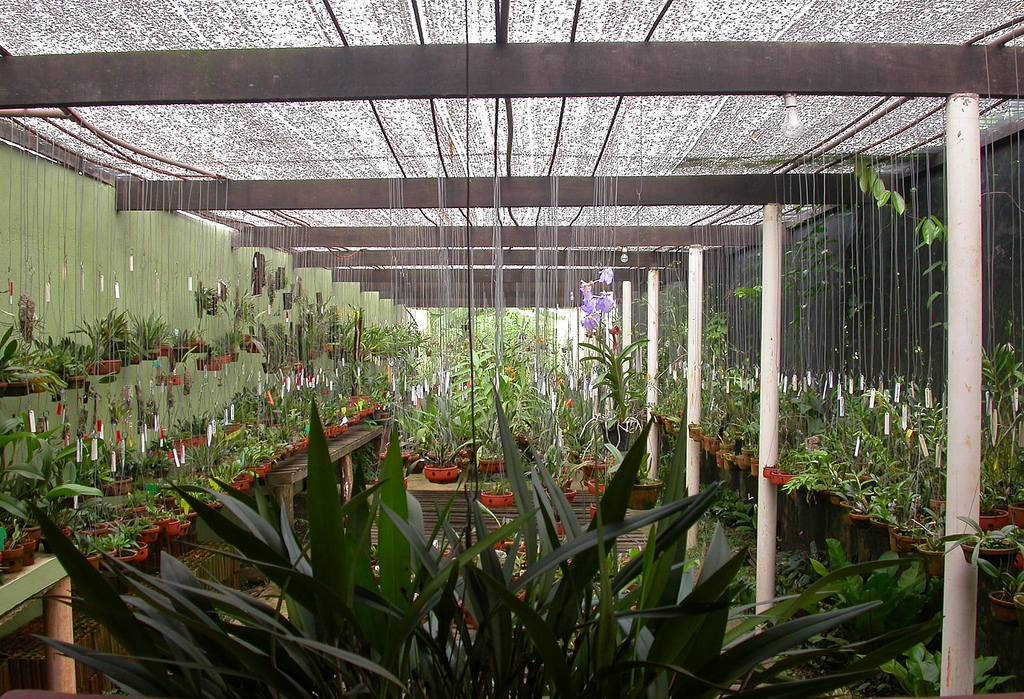
Vue d'une collection d'orchidée dans une pépinière au Brésil.

Les amateurs d'orchidées, appelés orchidophiles, peuvent vouloir détenir une collection pour assouvir leur passion.

## Alimentation humaine
Peu d'orchidées sont utilisées dans l'alimentation. On relève toutefois le genre Vanilla, dont la gousse est la vanille. La vanille est cultivée dans les régions tropicales, et son besoin en ombre rend possible son exploitation en agroforesterie.
Le Faham (Jumellea fragrans) entre dans la confection du rhum arrangé, lui procurant son goût caramélisé. La cueillette se déroule dans la nature, sur les sites de production, et engendre une raréfaction progressive de la plante.
Les orchidées des régions tempérées et méditerranéennes, aux tubercules très suggestifs, ont inspiré aux adeptes de la théorie des signatures un éventuel aphrodisiaque: on sait aujourd'hui qu'il n'en est rien. Mais dans les régions du Maghreb, ces orchidées sont encore déterrées pour préparer le très populaire salep. En Turquie notamment, 36 espèces parmi 10 genres sont en conséquence menacées d'extinction, et on estime à 42 le nombre d'espèces ayant déjà disparu au cours de la dernière décennie.

## Systématique

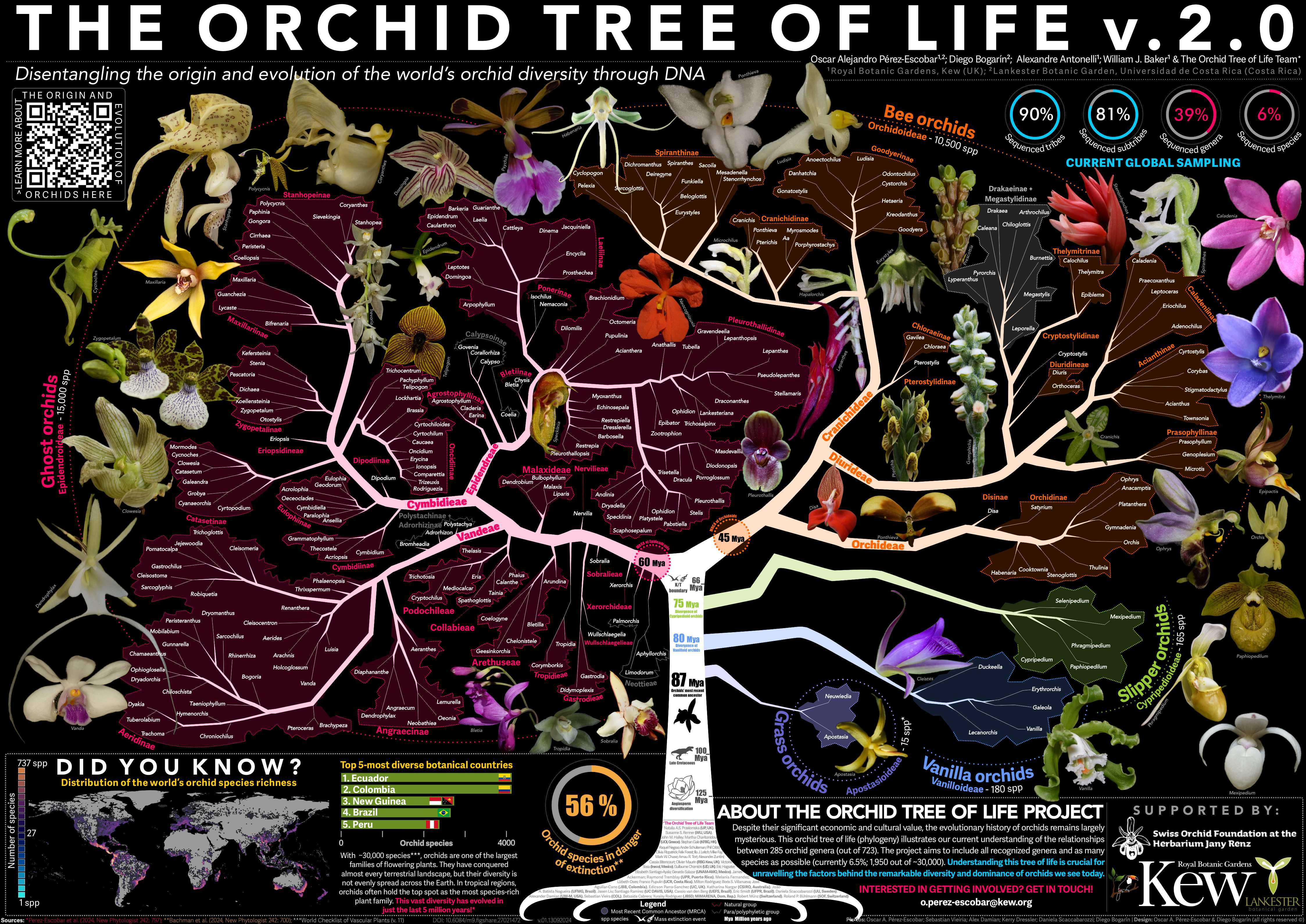
Arbre phylogénétique de la famille des Orchidées.

D'un point de vue systématique, les auteurs ont considéré que les Orchidacées comportaient plusieurs lignées évolutives nettement différenciées, actuellement, au nombre de six. Celles-ci ont parfois été désignées comme cinq familles différentes. Certains auteurs ne les reconnaissaient pas toutes.
Les données actuelles montrent que la famille des Orchidaceae est monophylétique, avec cinq sous-familles :
- les Apostasioideae (2 genres / 17 espèces), les plus « primitives », avec des fleurs à 6 tépales (3 externes et 3 internes) et 3 étamines), sans gynostème,
- les Vanilloideae (15 g / 248 e),
- les Cypripedioideae (5 g / 158 e),
- les Orchidoideae (211 g / 4914 e)
- et enfin les plus récentes Epidendroideae (578 g / 21268 e)

En 2015, une étude phylogénétique a montré un fort soutien statistique pour la topologie suivante des orchidées, en utilisant 9 kb d'ADN plastidial et nucléaire de 7 gènes, une topologie qui a été confirmée par une étude phylogénomique la même année.
|  | Cypripedioideae                                                 |
|  |                                                                 |
|  | \| \| Epidendroideae \| \| \| \| \| \| Orchidoideae \| \| \| \| |
|  |                                                                 |
|  | Epidendroideae                                                  |
|  |                                                                 |
|  | Orchidoideae                                                    |
|  |                                                                 |

|  | Epidendroideae |
|  |                |
|  | Orchidoideae   |
|  |                |

|  | Cypripedioideae                                                 |
|  |                                                                 |
|  | \| \| Epidendroideae \| \| \| \| \| \| Orchidoideae \| \| \| \| |
|  |                                                                 |
|  | Epidendroideae                                                  |
|  |                                                                 |
|  | Orchidoideae                                                    |
|  |                                                                 |

|  | Epidendroideae |
|  |                |
|  | Orchidoideae   |
|  |                |

|  | Cypripedioideae                                                 |
|  |                                                                 |
|  | \| \| Epidendroideae \| \| \| \| \| \| Orchidoideae \| \| \| \| |
|  |                                                                 |
|  | Epidendroideae                                                  |
|  |                                                                 |
|  | Orchidoideae                                                    |
|  |                                                                 |

|  | Epidendroideae |
|  |                |
|  | Orchidoideae   |
|  |                |

|  | Cypripedioideae                                                 |
|  |                                                                 |
|  | \| \| Epidendroideae \| \| \| \| \| \| Orchidoideae \| \| \| \| |
|  |                                                                 |
|  | Epidendroideae                                                  |
|  |                                                                 |
|  | Orchidoideae                                                    |
|  |                                                                 |

|  | Epidendroideae |
|  |                |
|  | Orchidoideae   |
|  |                |

La classification phylogénétique APG III (2009), le standard actuel, reconnaît une seule famille, celle des Orchideaceae, et considère les six lignées comme six sous-familles :
- les Apostasioideae représentant une vingtaine d'espèces, de deux genres, originaires d'Asie du Sud-Est ou d'Australie, qui présentent, au niveau des fleurs, des caractéristiques primitives: similarité des sépales et des pétales, absence de labelle différencié, présence de trois étamines fertiles, et un pollen pulvérulent, qui révèlent leur parenté avec la fleur des Liliaceae, comme les amaryllis et les narcisses, desquelles toutes les orchidées seraient les descendantes ;
- les Codonorchidoideae, qui étaient considérés comme une tribu selon la classification phylogénétique APG II (2003)[11], regroupant actuellement un seul genre, les Codonorchis ; désormais regroupées avec les Orchidoideae.
- les Cypripedioideae représentant une centaine d'espèces de quatre genres, dont les fleurs présentent un labelle en forme de sabot, comme le sabot de Vénus, le seul genre européen de cette famille est Cypripedium, deux étamines latérales fertiles, et un pollen granuleux ;
- les Epidendroideae ;
- les Orchidoideae avec plusieurs dizaines de milliers d'espèces dont les fleurs présentent :
  - un labelle différencié: le pétale supérieur, qui a subi une différenciation morphologique ;
  - les parties sexuées soudées en une colonne appelée gynostème comprenant une seule étamine fertile avec les grains de pollen réunis en pollinies séparées des deux stigmates fertiles par le rostellum ;
  - un ovaire infère ayant, la plupart du temps, subi une torsion à 180 degrés (résupination), mettant le labelle en position inférieure.
- les Vanilloideae, comprenant notamment les espèces de vanilles.

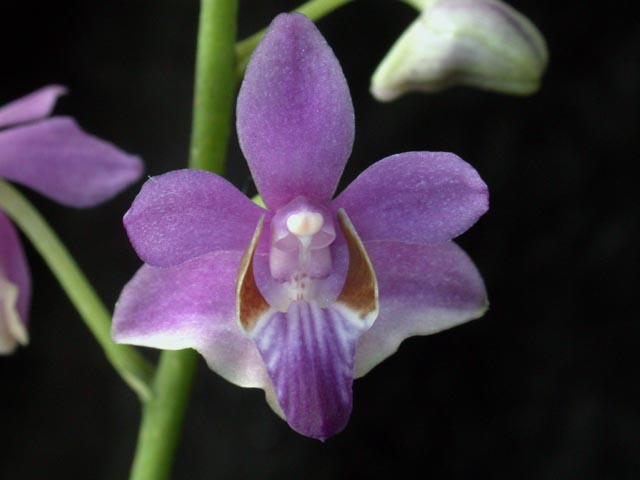
Phalaenopsis pulcherrima

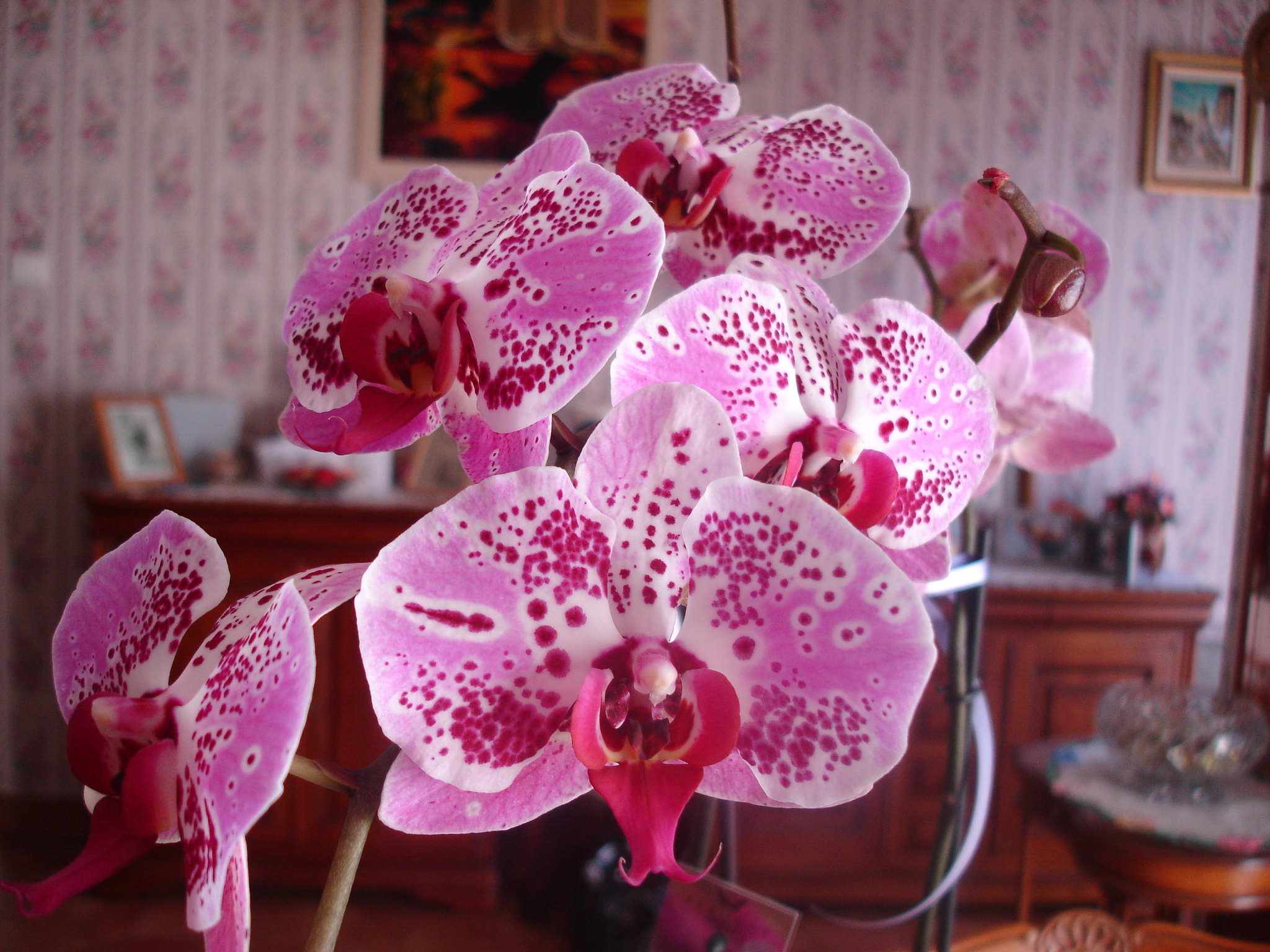
Phalaenopsis Hybride tigrée

### Liste complète des genres
Voir la liste des genres d'Orchidaceae

### Hybrides horticoles
Outre les espèces botaniques et les hybrides naturels, le monde des orchidées comporte aussi d'innombrables variétés commerciales, le plus souvent hybrides. Beaucoup sont nommées d'après les définitions de la taxonomie (cymbidium, phalaenopsis, etc.), et il existe aussi des dénominations propres aux horticulteurs pour désigner les hybrides intergénériques (croisement entre deux genres proches afin d'obtenir un genre artificiel). Par exemple : Brassidium, Cambria, Laeliocattleya, etc.
Les orchidées ont une facilité, unique dans le monde végétal, à produire facilement des hybrides entre espèces de genres différents. De plus, ces hybrides sont souvent fertiles.

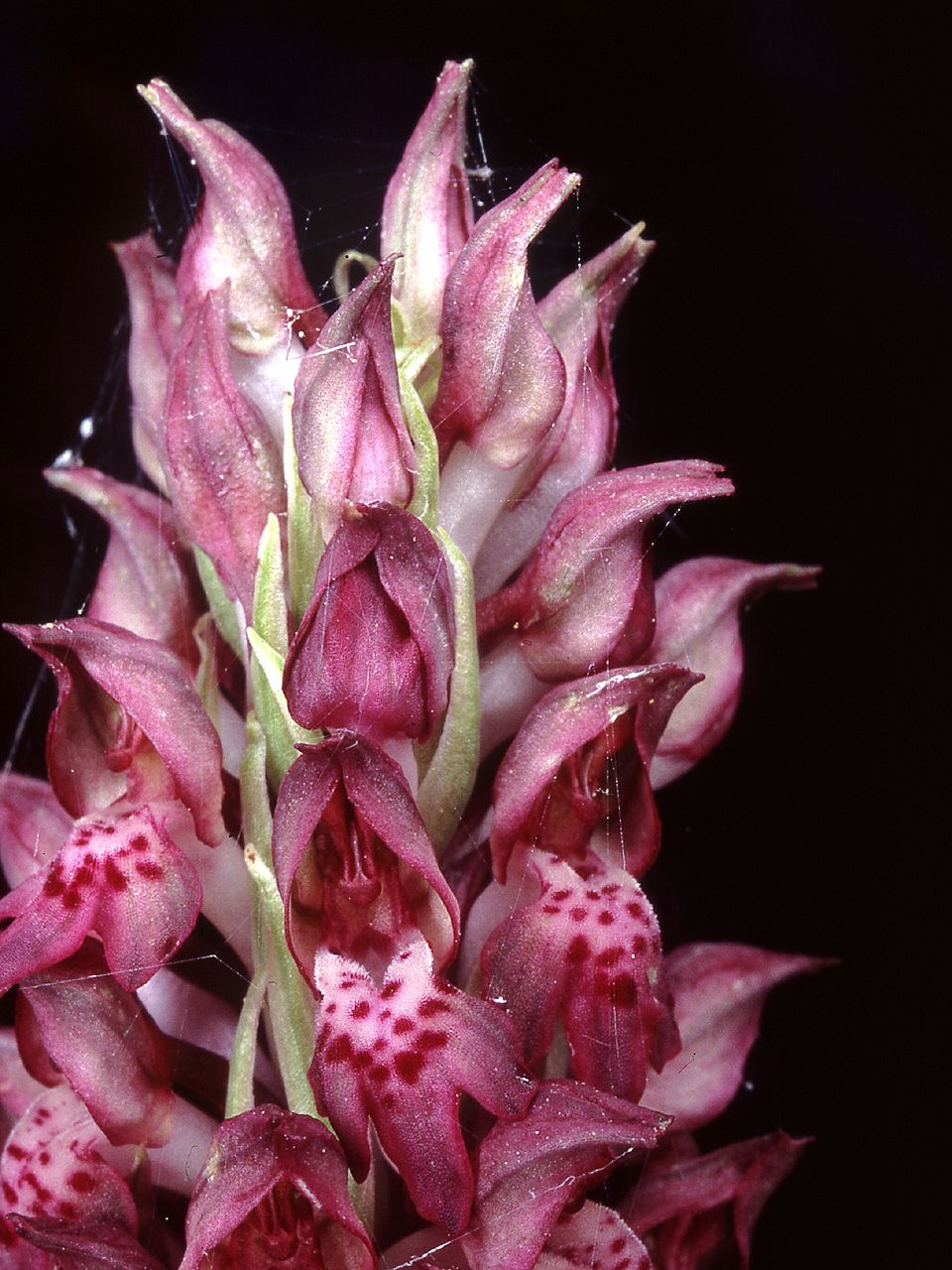
Orchidée Anacamptis coriophora
(Espagne, île de Majorque)

## Espèces significatives

### Espèces rencontrées en France métropolitaine
- Anacamptis
  - Anacamptis champagneuxii
  - Anacamptis collina, Orchis des collines.
  - Anacamptis coriophora, Orchis punaise
  - Anacamptis laxiflora (Lam.) R.M. Bateman, Pridgeon & M.W. Chase Orchis à fleurs lâches
  - Anacamptis longicornu, Orchis à long éperon
  - Anacamptis morio, Orchis bouffon
  - Anacamptis palustris, Orchis des marais
  - Anacamptis papilionacea, Orchis papillon
  - Anacamptis picta, Orchis orné, Orchis peint
  - Anacamptis pyramidalis (L.) L. C. M. Richard Orchis pyramidal
- Cephalanthera
  - Cephalanthera damasonium (Miller) Druce Céphalanthère de Damas, Céphalanthère à grandes fleurs, Elléborine blanche
  - Cephalanthera longifolia (L.) Fritsch Céphalanthère à feuilles étroites, Céphalanthère à longues feuilles, Céphalanthère à feuilles en épée
  - Cephalanthera rubra (L.) L.C.M. Richard Céphalanthère rouge, Elléborine rouge
- Chamorchis
  - Chamorchis alpina L.M.C. Richard, Orchis nain, Herminie des Alpes
- Coeloglossum
  - Coeloglossum viride (L.) Hartman Orchis Grenouille
- Corallorhiza
  - Corallorhiza trifida Châtelain Racine de corail, Coraline.
- Cypripedium
  - Cypripedium calceolus L. Sabot de Vénus
- Dactylorhiza
  - section de D. incarnata
    - Dactylorhiza incarnata subsp. incarnata (L.) Soó Orchis incarnat
    - Dactylorhiza incarnata subsp. pulchella (Druce) Soó Orchis gracieux
    - Dactylorhiza ochroleuca (Wustnei ex Boll) Holub Orchis jaune pâle
    - Dactylorhiza cruenta (Muller) Soó Orchis rouge sang

  - section de D. maculata
    - Dactylorhiza maculata subsp. maculata (L.) Soó Orchis tacheté, Orchis maculé
    - Dactylorhiza maculata subsp. elodes (Grisebach) Soó Orchis des tourbières
    - Dactylorhiza maculata subsp. ericetorum (Linton) Hunt & Summerhayes Orchis des bruyères
    - Dactylorhiza sudetica (Poch ex Reichenbach fil.) Averyanov Orchis des Sudètes
    - Dactylorhiza fuchsii subsp. fuchsii (Druce) Soó Orchis de Fuchs
    - Dactylorhiza fuchsii subsp. psychophila (Schlechter) Holub Orchis du froid
    - Dactylorhiza saccifera (Brongniart) Soó Orchis à sac

  - section de D. majalis
    - Dactylorhiza majalis subsp. majalis (Rchb.) P.F.Hunt et Summerh. Dactylorhize de mai, Orchis de mai, Orchis à larges feuilles
    - Dactylorhiza majalis subsp. alpestris (Pugsley) Senghas Orchis alpestre
    - Dactylorhiza angustata (Arvet-Touvet) Tyteca & Gathoye Orchis du Dauphiné
    - Dactylorhiza traunsteineri (Sauter) Soó Orchis de Traunsteiner
    - Dactylorhiza lapponica (Laestad ex Reichenbach fil.) Soó Orchis de Laponie
    - Dactylorhiza brennensis (Nelson) Tyteca & Gathoye Orchis de la Brenne
    - Dactylorhiza sphagnicola (Hoppner) Averyanov Orchis des sphaignes
    - Dactylorhiza praetermissa subsp. praetermissa (Druce) Soó Orchis négligé
    - Dactylorhiza praetermissa subsp. integrata (Camus ex Fourcy) Soó Orchis à labelle entier
    - Dactylorhiza occitanica Geniez, Melki, Pain & Soca Orchis occitan
    - Dactylorhiza elata subsp. sesquipedalis (Willdenow) Soó Orchis élevé

  - section de D. sambucina
    - Dactylorhiza sambucina (L.) Soó Orchis sureau
    - Dactylorhiza insularis (Sommier ex Martelli) Landwehr Orchis des îles
- Epipactis
  - Epipactis atrorubens (Hoffm.) Besser Épipactis pourpre noirâtre
  - Epipactis distans Arvet-Touvet Épipactis à feuilles écartées
  - Epipactis fibri Scappaticci & Robatsch Épipactis du castor
  - Epipactis helleborine subsp. helleborine (L.) Crantz Épipactis à larges feuilles
  - Epipactis helleborine subsp. minor (Engel) Engel
  - Epipactis helleborine subsp. neerlandica (Vermeuleun) Buttler Épipactis des Pays-Bas
  - Epipactis helleborine subsp. tremolsii (Pau) Klein Épipactis de Tremols
  - Epipactis leptochila (Godfery) Godfery Épipactis à labelle étroit
  - Epipactis microphylla (Ehrhart) Swartz Épipactis à petites feuilles
  - Epipactis muelleri Godfery Épipactis de Muller
  - Epipactis palustris (L.) Crantz Épipactis des marais, Helleborine des marais
  - Epipactis parviflora (Nieschalk) Klein Épipactis à petites fleurs
  - Epipactis phyllanthes Smith Épipactis à fleurs pendantes
  - Epipactis placentina Bongiorni & Grunanger Épipactis de Plaisance
  - Epipactis provincialis Aubenas & Robatsch Épipactis de Provence
  - Epipactis purpurata Smith Épipactis violacé
  - Epipactis rhodanensis Gévaudan & Robatsch Épipactis du Rhône
- Epipogium
  - Epipogium aphyllum Swartz Épipogon sans feuilles
- Gennaria
  - Gennaria diphylla (Link) Parl. Gennarie à deux feuilles
- Goodyera
  - Goodyera repens (L.) R. Br. Goodyère rampante
- Gymnadenia
  - Gymnadenia conopsea (L.) R. Br., Orchis moucheron
  - Gymnadenia odoratissima (L.) L. C. M. Richard, Orchis odorant
- Hammarbya
  - Hammarbya paludosa (L.) Kuntze Malaxis des marais, Malaxis à deux feuilles
- Herminium
  - Herminium monorchis (L.) R. Br. Orchis à un bulbe, Orchis musc, Herminie.
- Himantoglossum
  - Himantoglossum hircinum (L.) Sprengel Orchis bouc
  - Himantoglossum robertianum (Loisel.) P. Delforge, 1999 Orchis géant
- Limodorum
  - Limodorum abortivum (L.) Schwartz Limodore à feuilles avortées
  - Limodorum trabutianum Batt. Limodore de Trabut
- Liparis
  - Liparis loeselii (L.) L.C.M. Richard, Liparis de Loesel
- Listera
  - Listera cordata (L.) R. Br., Listère à feuilles en cœur, Listère en cœur
  - Listera ovata (L.) R. Br. Listère à feuilles ovales, Listère ovale.
- Neotinea
  - Neotinea maculata (Desf.) Stern Orchis intact
  - Neotinea ustulata subsp. ustulata (anciennement Orchis ustulata subsp. ustulata L.) Orchis brûlé
  - Neotinea ustulata subsp. aestivalis, anciennement Orchis ustulata subsp. aestivalis (Kumpel) Kumpel & Mrkvicka Orchis brûlé d'été
  - Neotinea lactea (Poir.) Bateman Pridgeon & Chase (anciennement Orchis lactea), Orchis lacté.
- Neottia
  - Neottia nidus-avis (L.) Rich., Néottie nid d'oiseau
- Nigritella
  - Nigritella rhellicani Teppner & Klein, Nigritelle noire, Orchis vanille, Nigritelle de Rellikon
  - Nigritella gabasiana Teppner & Klein, Nigritelle de Gabas
  - Nigritella austriaca (Teppner & Klein) P. Delforge, Nigritelle d'Autriche
  - Nigritella corneliana (Beauverd) Golz & Reinhard, Nigritelle de Cornelia, Nigritelle rose
- Ophrys
  - Ophrys apifera Hudson Ophrys abeille
  - Ophrys insectifera L. Ophrys mouche
  - Ophrys aymoninii (Breistroffer) Buttler Ophrys d'Aymonin
  - Ophrys bombyliflora Link Ophrys bombyx
  - Ophrys tenthredinifera Willdenow Ophrys guêpe, Ophrys tenthrède
  - Ophrys ciliata Bivona-Bernardi Ophrys miroir
  - section des fusca-lutea
    - Ophrys iricolor Desfontaines Ophrys d'Eleonore
    - agrégat fusca
      - Ophrys vasconica (O. & E. Danesch) Ophrys de Gascogne
      - Ophrys lupercalis Ophrys brun
      - Ophrys marmorata
      - Ophrys funerea Viviani Ophrys funèbre

    - agrégat lutea
      - Ophrys lutea Cavanilles Ophrys jaune
      - Ophrys sicula Tineo Ophrys de Sicile

  - section des fuciflora-scolopax
    - agrégat fuciflora
      - Ophrys fuciflora subsp. elatior (Gumprecht Ex H.F. Paulus) Engel & Quentin Ophrys élevé
      - Ophrys fuciflora subsp. fuciflora (F.W. Schmidt) Moench Ophrys bourdon, Ophrys frelon
      - Ophrys fuciflora subsp. annae (J. & P. Devillers-Terschuren) Engel & Quentin Ophrys d'Anne

    - agrégat scolopax
      - Ophrys conradiae Melki & Deschatres Ophrys de Madame Conrad
      - Ophrys philippi Grenier Ophrys de Philippe
      - Ophrys santonica J.M. Mathé & Melki Ophrys de Saintonge
      - Ophrys scolopax Cavanilles Ophrys bécasse

  - section des sphegodes-arachnitiformis
    - Ophrys morisii (formes à périanthe vert)
    - Ophrys araneola Reichenbach Ophrys petite araignée, Ophrys litigieux
    - Ophrys virescens (Philippe ex Grenier)
    - Ophrys provincialis (H. Baumann & Kunkele) Paulus Ophrys de Provence
    - Ophrys sphegodes Miller Ophrys araignée
    - Ophrys incubacea Bianca Ophrys noir
    - Ophrys passionis Sennen ex J. & P. Devillers-Terschuren Ophrys de la Passion
    - Ophrys arachnitiformis Grenier & Philippe Ophrys en forme d'araignée
    - Ophrys aveyronensis (J.J. Wood) P. Delforge Ophrys de l'Aveyron
    - Ophrys morisii (Martelli) Soo Ophrys de Moris
    - Ophrys splendida Golz & Reinhard Ophrys brillant
    - Ophrys panormitana subsp. praecox (B. Corrias) Paulus & Gack Ophrys précoce
    - Ophrys arachnitiformis (formes à périanthe blanc à rose)

  - section des bertolonii
    - Ophrys magniflora Geniez & Melki Ophrys à grandes fleurs
    - Ophrys catalaunica O. & E. Danesch Ophrys de Catalogne
    - Ophrys aurelia P. Delforge & P. Devillers-Terschuren Ophrys aurélien
    - Ophrys drumana P. Delforge Ophrys de la Drôme
- Orchis Certains orchis sont depuis 1997 dans les genres Anacamptis et Neotinea
  - Orchis papilionacea subsp. papilionacea L. Orchis papillon
  - Orchis papilionacea subsp. expansa (Tenore) Raynaud Grand orchis papillon
  - Orchis collina Banks & Solander, Orchis des collines, voir Anacamptis collina
  - Orchis spitzelii Sauter ex Koch Orchis de Spitzel
  - agrégat Orchis morio, classé depuis 1997 dans le genre Anacamptis
    - Orchis morio subsp. morio L. ou Anacamptis morio subsp. morio (Chase 1997), Orchis bouffon, Soupe à vin, Morion, Folle femelle, Damette
    - Orchis morio subsp. picta (Loiseleur) Richter ou Anacamptis morio subsp. picta (Chase 1997), Orchis peint
    - Orchis champagneuxii (Barnéoud) ou Anacamptis champagneuxii (Chase 1997), Orchis de Champagneux
    - Orchis longicornu (Poiret) ou Anacamptis longicornu (Chase 1997), Orchis à long éperon

  - agrégat Orchis laxiflora, classé depuis 1997 dans le genre Anacamptis
    - Orchis palustris (Jacquin) devenu Anacamptis palustris (Chase 1997), Orchis des marais

  - agrégat Orchis mascula
    - Orchis mascula subsp. mascula (L.) L. Satyrion mâle, Orchis mâle
    - Orchis mascula subsp. acutiflora (Koch) Quentin
    - Orchis olbiensis Reuter in Ardoino Orchis d'Hyères
    - Orchis langei Richter Orchis de Lange, Orchis d'Espagne
    - Orchis pallens L. Orchis pâle
    - Orchis pauciflora Tenore Orchis à fleurs peu nombreuses
    - Orchis provincialis Balbis Orchis de Provence

  - section Orchis coriophora, classé depuis 1997 dans le genre Anacamptis
    - Orchis coriophora subsp. coriophora L. ou Anacamptis coriophora subsp. coriophora, Orchis punaise, Orchis fétide
    - Orchis coriophora subsp. fragrans (Pollini) Richter ou Anacamptis coriophora subsp. fragrans (Chase 1997), Orchis parfumé
    - Orchis coriophora subsp. martrinii (Timbal-Lagrave) Nyman ou Anacamtis coriophora subsp. martrinii (Chase 1997) Orchis de Martrin

  - section O. militaris et O. ustulata
    - Orchis lactea Poiret Orchis couleur de lait, Orchis lacté,classé depuis 1997 dans le genre Neotinea - Neotinea lactea.
    - Orchis conica Willdenow Orchis conique
    - Orchis militaris L. Orchis guerrier, Orchis militaire, Orchis casque
    - Orchis purpurea Hudson Orchis pourpre, Orchis brun
    - Orchis simia Lamarck Orchis singe
    - Orchis tridentata Scopoli, Orchis tridenté, Orchis dentelé, Orchis à trois dents
- Platanthera
  - Platanthera algeriensis Batt. & Trab. Platanthère d'Algérie
  - Platanthera bifolia (L.) L. C. M. Richard Platanthère à deux feuilles
  - Platanthera chlorantha Custer Reichenb. Platanthère verdâtre, Platanthère à fleurs vertes
- Pseudorchis
  - Pseudorchis albida (L.) Á. et D. Löve Orchis blanc, Orchis miel
- Serapias
  - Serapias cordigera L. Sérapias en cœur
  - Serapias lingua L. Sérapias en langue
  - Serapias neglecta De Notaris Sérapias méconnu
  - Serapias nurrica B. Corrias Sérapias de Nurra
  - Serapias olbia Verguin Sérapias de Provence
  - Serapias parviflora Parlatore Sérapias à petites fleurs
  - Serapias strictiflora Welwitsch ex Veiga Sérapias à fleurs raides
  - Serapias vomeracea (Burm.) Briq. Sérapias à labelle allongé
- Spiranthes
  - Spiranthes aestivalis (Poiret) L. C. M. Richard Spiranthe d'été
  - Spiranthes spiralis (L.) Chevali. Spiranthe d'automne
- Traunsteinera
  - Traunsteinera globosa (L.) Reichenb. Orchis globuleux

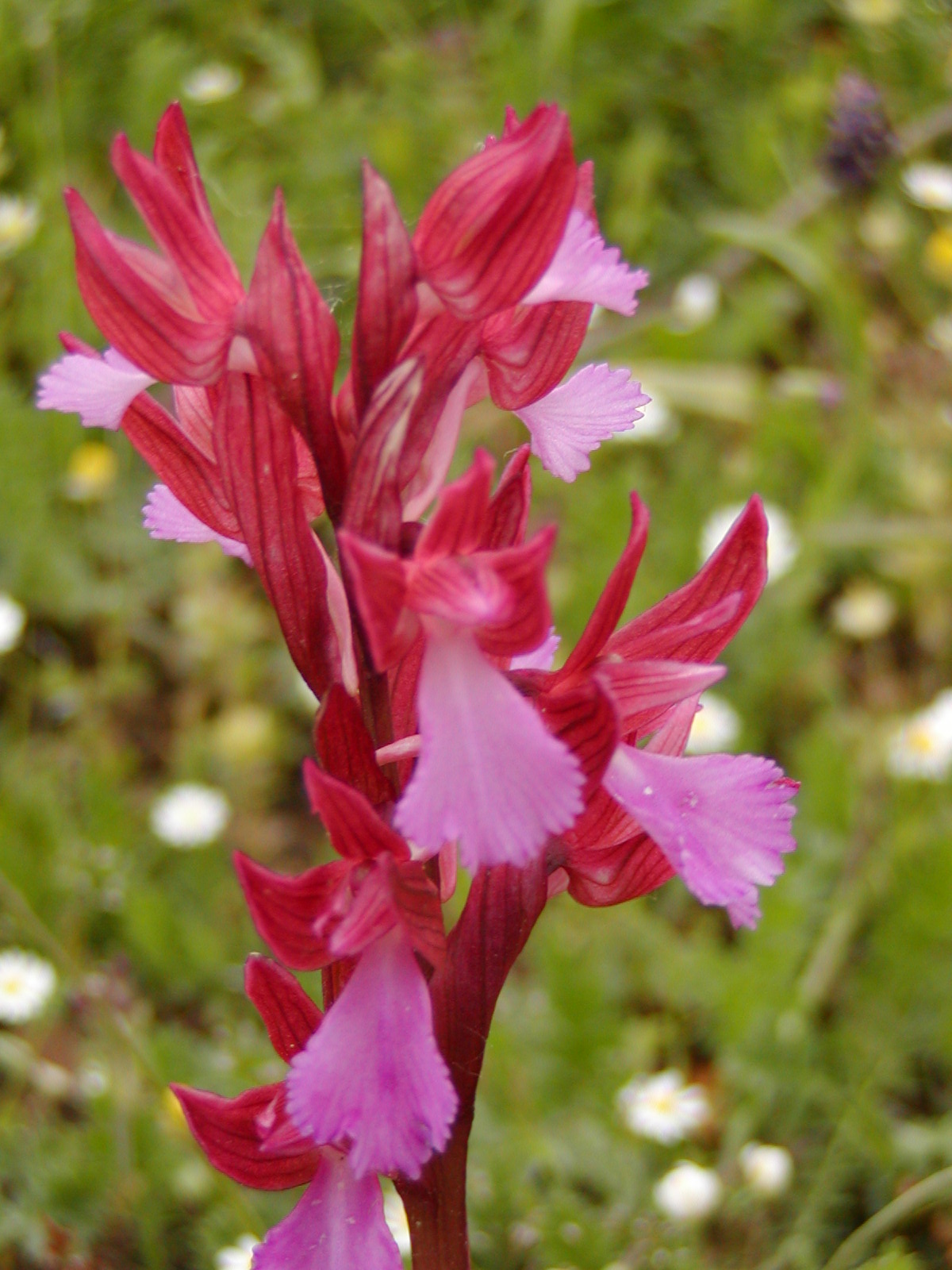
Orchis papilionacea
(France, Corse)

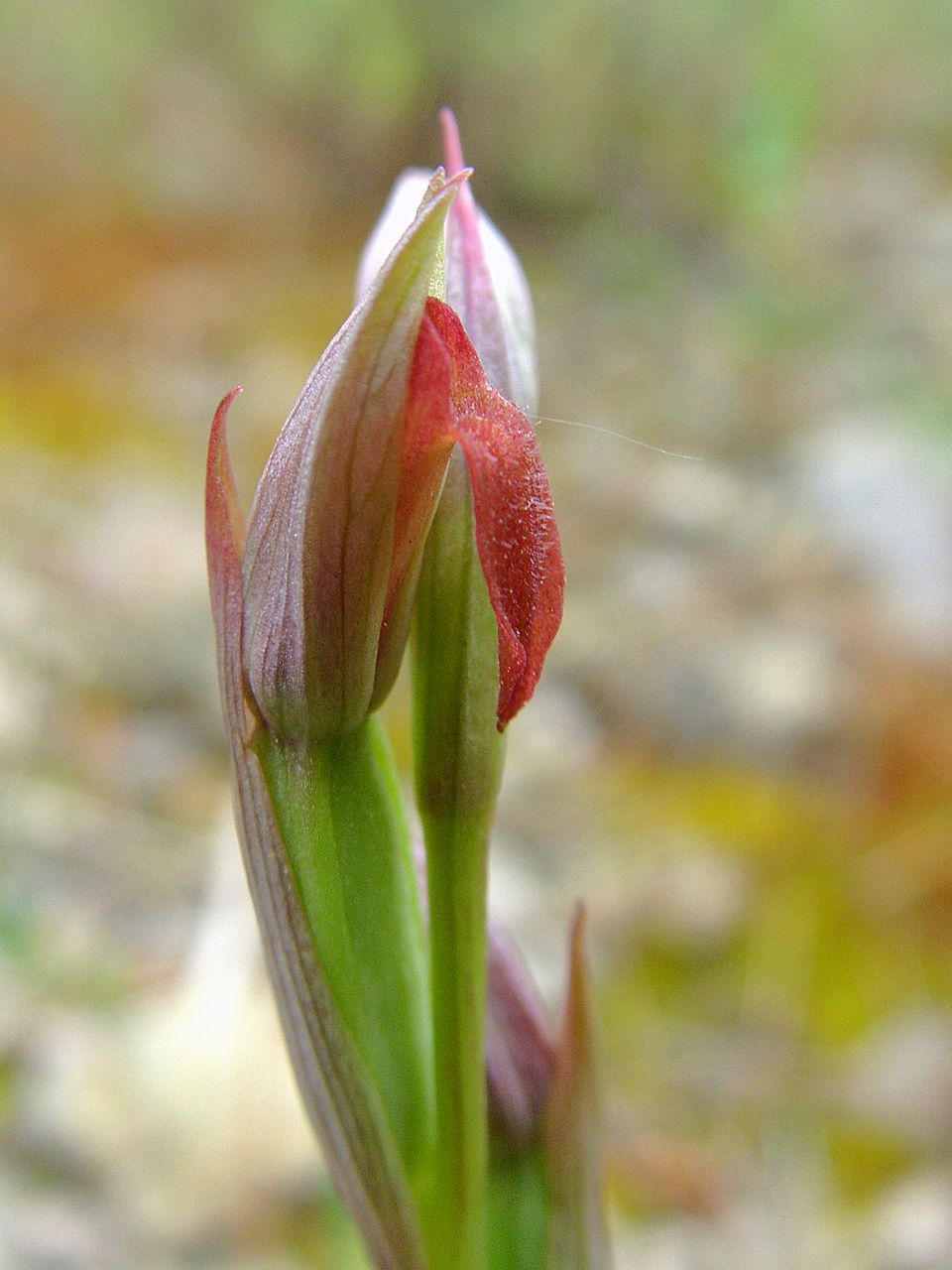
Serapias parviflora
(Espagne, île de Majorque)

### Biotopes
De nombreuses orchidées présentes en France, ont des tubercules et sont des géophytes. Certaines espèces, comme l'Orchis pourpre (Orchis purpurea), l'Ophrys bourdon (Ophrys fuciflora) ou l'Épipactis à petites feuilles (Epipactis microphylla), sont calcicoles. De nombreuses réserves naturelles sont centrées sur leurs pelouses à orchidées, ayant ces caractéristique de sols calcaires. On peut citer, par exemple, la pelouse calcaire du plateau de Beauregard, qui se trouve sur la commune de Maxey-sur-Meuse, dans le département des Vosges en région Grand Est.

### Espèces rencontrées dans les départements, territoires et pays d'outre-mer

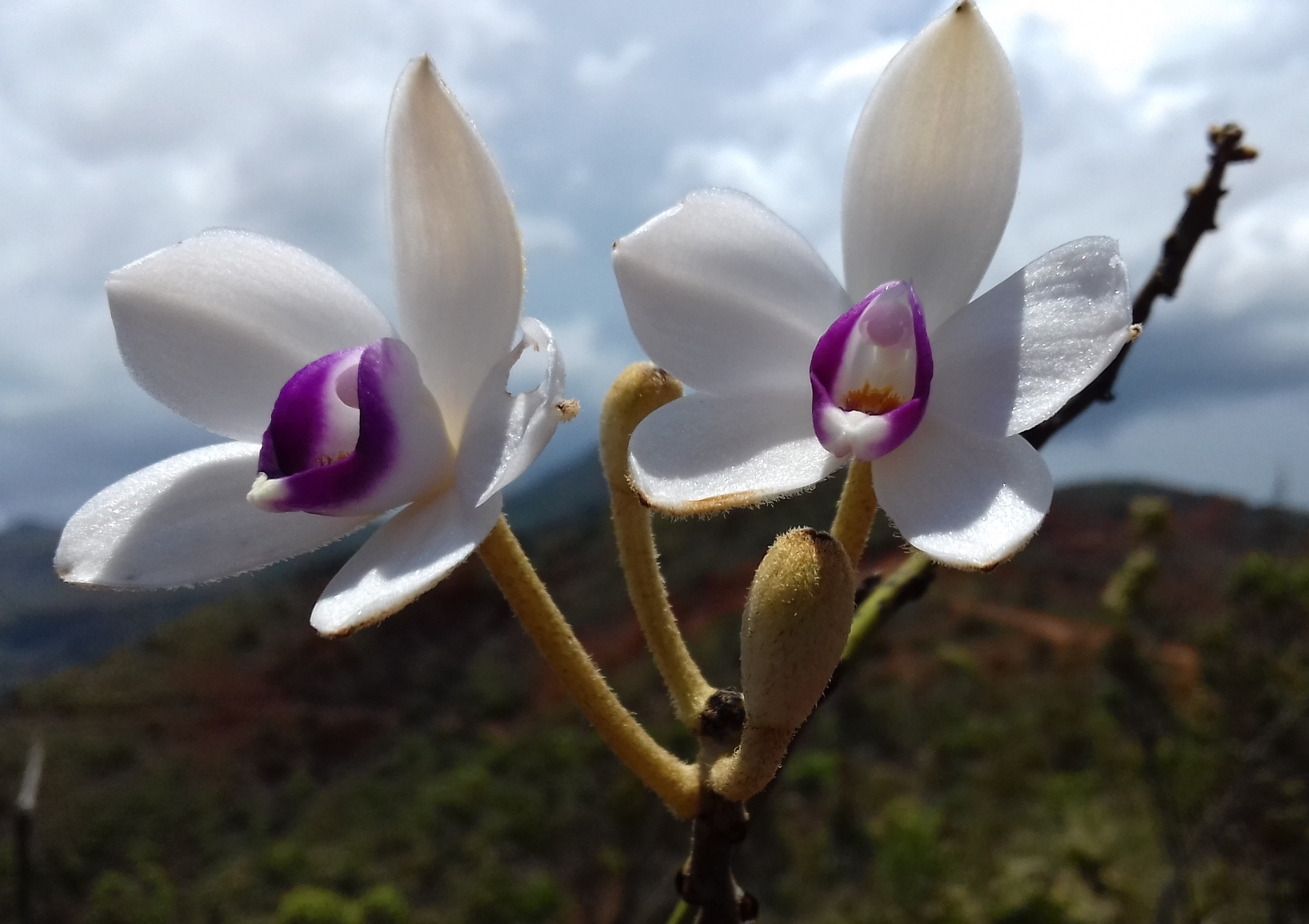
Eriaxis rigida, orchidée endémique de la Nouvelle-Calédonie.

- Aeranthes strangulata, sur l'île de La Réunion.
- Epidendrum ciliare, sur l'île Saint-Martin
- Epidendrum rubrum, sur l'île Saint-Martin
- Tolumnia urophylla, sur l'île Saint-Martin
- Brassavola cucullata, sur l'île Saint-Martin
- Polystachya concreta, sur l'île Saint-Martin
- Eriaxis rigida, endémique de la Nouvelle-Calédonie

#### Orchidées deGuyane
- Catasetum macrocarpum, endémique
- Epidendrum katarun-yariku
- Galeandra baueri
- Galeandra dives
- Galeandra styllomisantha
- Habenaria repens
- Oncidium cebolleta
- Paphinia cristata
  - Paphinia cristata f. modiglianiana
- Psychopsis papilio
- Trichocentrum lanceanum
- Vanilla pompona

### Espèces rencontrées au Cameroun
- Ancistrorhynchus crystalensis P.J.Cribb & Laan
- Ancistrorhynchus obovata Stévart inedit.
- Cyrtorchis ringens  (Rchb.f.) Summerh
- Cyrtorchis submontana Stévart inedit.
- Gastrodia R.Br.
- Ossiculum aurantiacum P.J.Cribb & Laan
- Polystachya bipoda Stévart
- Polystachya kubalae Szlach. & Olsz.
- Tridactyle anthomoniaca (Rchb.f.) Summerh. subsp. nana P.J.Cribb & Stévart

## Dans la culture

### Symbolique
Les noces d'orchidée symbolisent les 55 ans de mariage[réf. nécessaire].

### Langage des fleurs
Dans le langage des fleurs, l'orchidée symbolise la ferveur.
Lors de sa tournée Olympia 1971, la chanteuse Dalida fut surnommée « l'orchidée blanche », entrant en scène vêtue d'une longue robe blanche signée Balmain.

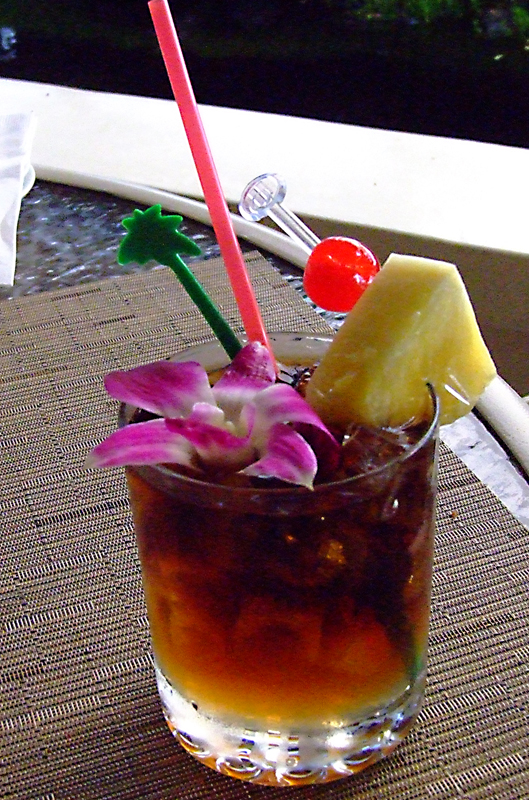
Le cocktail Mai Tai est souvent servi avec une orchidée, une tranche d'ananas et une cerise cocktail.

### Philatélie
L'espèce Dactylorhiza insularis, l'Orchis de Corse, est représentée sur des timbres préoblitérés de France émis en 2002, 2004 et 2007 sous le nom de Orchis insularis.

### Filmographie
- Une rencontre au sommet. L'homme et l'orchidée. de la série télévisée L'aventure des plantes (1982) Lien web vers l'épisode 13
- La fièvre de l'orchidée, film documentaire de Martin Blanchard, France, 2010, 60 min, diffusé sur France 5 le 23 janvier 2011.
- Colombiana, film de Luc Besson, 2011, où la "Cataleya" (orchidée) est le nom et la marque des assassinats du personnage principal.
- Adaptation, film de fiction de Spike Jonze, États-Unis, 2003, avec Nicolas Cage, Meryl Streep, Chris Cooper, d'après le livre de Susan Orlean, Le voleur d'orchidées, histoire vraie de John Laroche, trafiquant d'orchidées dans les Everglades[13].

### Personnalités liées aux orchidées
- Peter Lawson (né en 1951), compositeur britannique et botaniste amateur ayant entrepris de décrire musicalement depuis 1981 les quarante-huit espèces d'orchidées sauvages recensées en Grande-Bretagne et en Irlande ;
- Benedikt Roezl, célèbre collecteur d'orchidées ;